# Pacific (Washington)
Pacific è una città degli Stati Uniti d'America, situata nello Stato di Washington, nella Contea di King e in parte nella Contea di Pierce.